# Konzervatorij
Konzervatorij (tal.: conservatorio, iz lat.: conservare – zadržati) je ustanova za izobrazbu glazbenika. 
Konzervatorij u Hrvatskoj je Muzička akademija u Zagrebu.

## Povijest
Izraz je nastao u sirotištima u Veneciji i kasnije u cijeloj Italiji. U 16. st. su dječaci i djevojčice dobivali nastavu iz pjevanja. 
Značajne muzičke akademije su bile osnovane u 18. i 19. stoljeću u Parizu (1795.), Pragu (1811.), Beču (1819.), Leipzigu (1843.), Münchenu (1846.), Berlinu (1850.), Kölnu (1850.), Dresdenu (1856.), Stuttgartu (1857.), Frankfurtu (1878.) te u Sankt-Peterburgu (1862.).

## Vanjske poveznice
- Popis glazbenih instituta, akademija i glazbenih odjela  Arhivirana inačica izvorne stranice od 13. lipnja 2006. (Wayback Machine)